# Mantinae
Mantinae (лат.) — подсемейство насекомых семейства настоящих богомолов (Mantidae), описанное Германом Бурмейстером в 1938 году.

## Описание
Большинство видов подсемейства Mantinae имеют защитную окраску. Усики и передняя граница переднего крыла самцов без щетинок. Верхняя губа почти треугольная или треугольная. Наличник широкий. Мандибулы длинные и несколько широкие, с треугольным основанием. Верхние челюсти сильно удлинены с широкими ножками. Кариотип состоит, обычно, из 27 хромосом из них три половые хромосомы (две X и одна Y). Исключение составляет вид Polyspilota aeriginosa который имеет 28 хромосом, в том числе две X и две Y хромосомы.

## Классификация
Включает следующие трибы и роды:

### Archimantini
- Archimantis (Saussure, 1869)
- Austrovates (Sjostedt, 1918)
- Coenomantis (Giglio-Tos, 1917)
- Corthylomantis (Milledge, 1997)
- Nullabora (Tindale, 1923)

### Mantini
- Mantilia Roy, 1993
- Mantis (Linnaeus, 1758)
- Mesopteryx (Saussure, 1870)
- Omomantis (Saussure, 1899)
- Palaeophotina (Werner, 1923)
- Pseudomantis (Saussure, 1869)
- Reticulimantis (Roy, 1973)
- Rhodomantis (Giglio-Tos, 1917)
- Statilia (Stal, 1877)

### Paramantini
- Alalomantis (Giglio-Tos, 1917)
- Bisanthe (Stal, 1876)
- Camelomantis (Giglio-Tos, 1917)
- Ephierodula Giglio-Tos, 1912
- Hierodula (Burmeister, 1838)
- Hierodulella (Giglio-Tos, 1912)
- Mantasoa (Mériguet, 2005)
- Mekongomantis Schwarz, Ehrmann & Shcherbakov, 2018
- Notomantis (Tindale, 1923)
- Paramantis (Ragge & Roy, 1967)
- Pnigomantis (Giglio-Tos, 1917)
- Pseudostagmatoptera (Beier, 1931)
- Rhombodera (Burmeister, 1838)
- Rhomboderella (Giglio-Tos, 1912)
- Rhombomantis Ehrmann & Borer, 2015
- Sphodromantis (Stål, 1871)
- Stictomantis (Beier, 1942)
- Tamolanica (Werner, 1923)
- Tarachomantis (Brancsik, 1892)
- Tisma (Giglio-Tos, 1917)
- Tismomorpha (Roy, 1973)

### Polyspilotini
- Cataspilota (Giglio-Tos, 1917)
- Plistospilota (Giglio-Tos, 1911)
- Polyspilota (Burmeister, 1838)
- Prohierodula (Bolivar, 1908)
- Tenodera (Burmeister, 1838)
- Tenospilota (Roy & Ehrmann, 2014)

### Триба
- Chlorocalis Stiewe, Shcherbakov & Vermeersch, 2019